# Арнолд Виланд
Арнолд Отмар Виланд (на немски: Arnold Othmar Wieland) е шестдесет и четвъртият Велик магистър на Тевтонския орден.